# Tyler Skaggs
Pour les articles homonymes, voir Skaggs.
Tyler Wayne Skaggs (né le 13 juillet 1991 à Woodland Hills (Californie) et mort le 1er juillet 2019 à Southlake (Texas)) est un ancien lanceur gaucher américain des Ligues majeures de baseball ayant joué avec les Diamondbacks de l'Arizona et Angels de Los Angeles.

## Carrière
Tyler Skaggs est un choix de première ronde des Angels de Los Angeles en 2009.
Le 25 juillet 2010, les Angels échangent les lanceurs gaucher Skaggs et Joe Saunders et le Rafael Rodriguez aux Diamondbacks de l'Arizona pour obtenir le lanceur droitier Dan Haren. Considéré comme le joueur clé de cette transaction, Skaggs apparaît au début 2012 en 13e place du classement des 100 meilleurs joueurs d'avenir dressé annuellement par Baseball America.

### Diamondbacks de l'Arizona
Skaggs fait ses débuts dans le baseball majeur le 22 août 2012 comme lanceur partant des Diamondbacks contre les Marlins de Miami. Une très bonne sortie de 6 manches et deux tiers lui permet d'inscrire sa première victoire au plus haut niveau. 
En 2012 et 2013, il joue 13 matchs au total pour Arizona, tous comme lanceur partant, et sa moyenne de points mérités se chiffre à 5,43 en 68 manches lancées, avec 3 victoires et 6 défaites.

### Angels de Los Angeles
Le 10 décembre 2013, les Angels ramènent Tyler Skaggs dans leur giron en procédant à une transaction à trois clubs avec Arizona et les White Sox de Chicago. Le frappeur de puissance Mark Trumbo est cédé aux Diamondbacks pour acquérir Skaggs. Dans l'échange, le club californien met aussi la main sur un autre lanceur gaucher, Hector Santiago, obtenu des White Sox, tandis que le voltigeur Adam Eaton passe de l'Arizona à Chicago.
En 18 départs et 113 manches lancées pour les Angels en 2014, Skaggs remporte 5 victoires contre autant de défaites et remet une moyenne de points mérités de 4,30.

### Mort
Le 1er juillet 2019, Tyler Skaggs est retrouvé mort dans une chambre d'hôtel dans la ville de Southlake dans l'État du Texas,. L'hypothèse du suicide est rapidement écartée. L'autopsie réalisée sur le corps de Tyler Skaggs conclut qu'il est décédé d'asphyxie après avoir accidentellement mal ingéré son vomi, probablement dû à la digestion d'un cocktail de fentanyl, d'oxycodone et d'alcool,. L'employé des Angels Eric Kay est accusé de lui avoir fourni les opioïdes.